# Terje Rypdal
Terje Rypdal, född 23 augusti 1947 i Oslo, är en norsk gitarrist och kompositör.

## Karriär
Terje Rypdal föddes i Oslo, son till en kompositör och orkesterledare. Han studerade klassisk piano och trumpet som barn och lärde sig att spela gitarr när han kom in i tonåren. Rypdal började som en Hank Marvin-inspirerad rockgitarrist som medlem i musikgruppen The Vanguards, vände mot jazz 1968 och gick med i Jan Garbareks grupp och senare George Russells sextett och orkester. Ett viktigt steg mot internationell uppmärksamhet var hans deltagande i den fria jazzfestivalen i Baden-Baden i Tyskland 1969, där han var en del av ett band som ledades av Lester Bowie. Han har ofta spelats in på skivbolaget ECM Records, både jazz-orienterat material och klassiska kompositioner. Känd för sitt säregna sound/ spelstil med långa toner  gärna med reverb.
Rypdals kompositioner "Last Nite" och "Mystery Man" återfinns i Michael Mann-filmen Heat och ingår i soundtracket med samma namn.

## Diskografi (urval)
Album
- Bleak House (1968)
- Min Bul (1970)
- Afric Pepperbird (1970) (med Jan Garbarek)
- Terje Rypdal (1971)
- Sart (1971) (med Jan Garbarek)
- What Comes After (1973)
- Whenever I Seem to Be Far Away (1974)
- Odyssey (1975)
- After the Rain (1976)
- The Hapless Child (1976) (med Michael Mantler)
- Satu (1976) (med Edward Vesala)
- Waves (1977)
- Terje Rypdal/Miroslav Vitous/Jack DeJohnette (1978)
- Three Day Moon (1978) (med Barre Phillips)
- Descendre (1979)
- To Be Continued (1981)
- Chaser (1985)
- Eos (1985) (med David Darling)
- Blue (1986)
- Undisonus (1987)
- Mnaomai, Mnomai (1990) (med Heinz Reber)
- Q.E.D. (1991)
- If Mountains Could Sing (1994)
- Rypdal & Tekrø (1994) (med Ronni Le Tekrø)
- Nordic Quartet (1994) (med John Surman)
- Water Stories (1994) med Ketil Bjørnstad
- The Sea (1994) (med Ketil Bjørnstad)
- Skywards (1996)
- The Sea II (1996) (med Ketil Bjørnstad)
- Litania (1997) (med Tomasz Stanko)
- Double Concerto / Fifth Symphony (1998)
- Rypdal & Tekrø 2 (1998) (med Ronni Le Tekrø)
- Karta (1999) (med Markus Stockhausen)
- Lux Aeterna (2000)
- Rypdal & Tekrø 3 Radio Song (2002) (med Ronni Le Tekrø)
- Selected Recordings: Rarum VII (2002)
- Vossabrygg (2006)
- Life in Leipzig (2008)
- Crime Scene (2010)

## Priser och utmärkelser

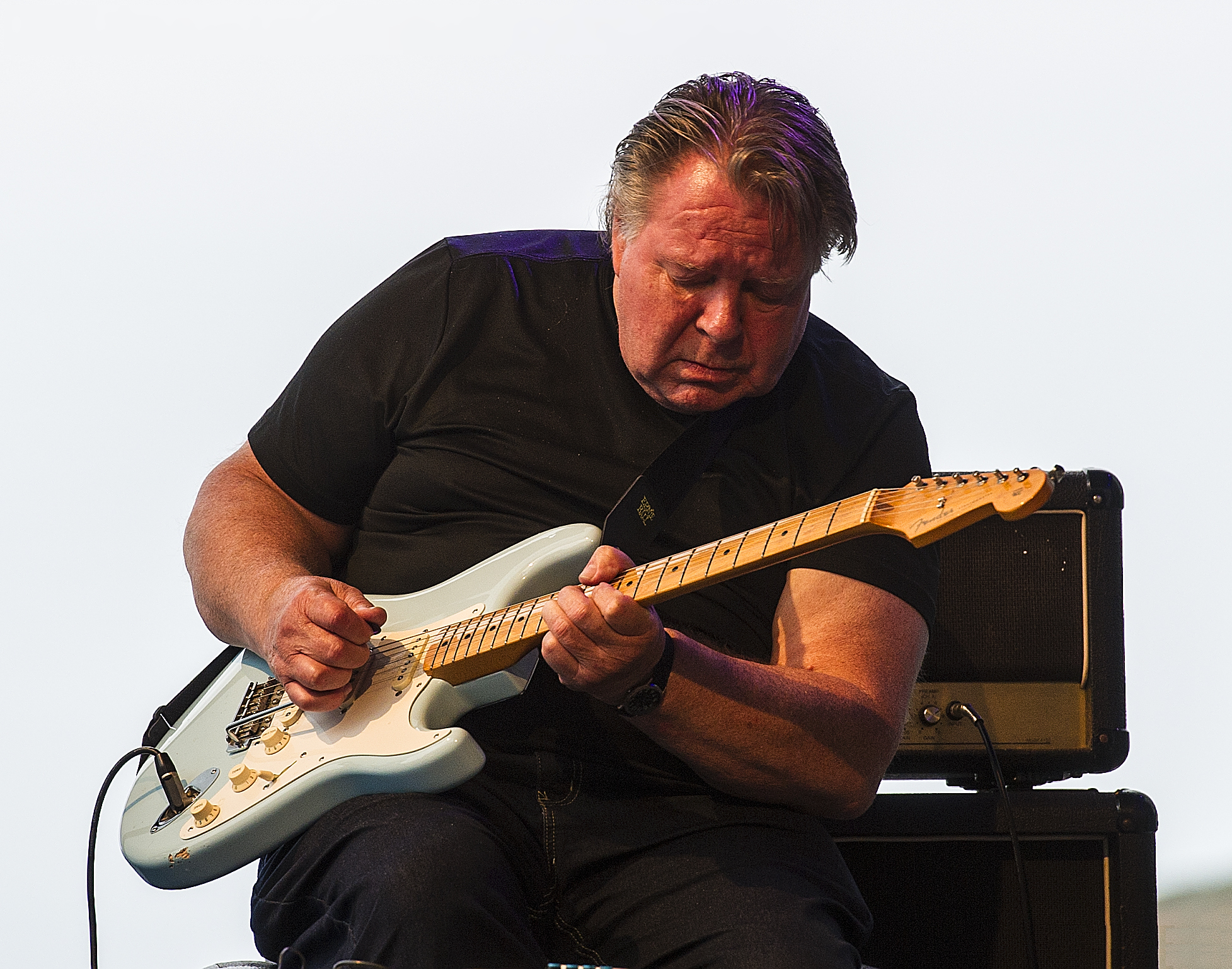
Terje Rypdal, Heineken Jazzaldia, 2016

- Sølvharpen (under utdelningen av Spellemannprisen 1981).[3]
- Buddyprisen (Norsk Jazzforbunds hederspris) 1985.[4]
- Gammleng-prisen 1990.[5]
- Spellemannprisen 1995 (i "öppen klass") för albumet If Mountains Could Sing.[6]
- Under Spellemannprisen 2005 vann Rypdal "juryns hederspris".[7]
- Invald i "Rockheim Hall of Fame" 2012.[8]